# Puffin Island (County Kerry)
Puffin Island (irisch Oileán na gCánóg) früher auch Inishfearglin genannt, ist eine unbewohnte Felseninsel nördlich der St. Finian’s Bay, vor der Westküste der Halbinsel Iveragh im County Kerry, in Irland. 
Sie ist durch den etwa 250 Meter breiten Puffin Sound vom Festland getrennt. Die Insel ist etwa 1,5 km lang und 0,7 km breit und erhebt sich bis auf 213 Meter. 
Das Anfang der 1980er Jahre von der Irish Wildbird Conservancy (jetzt „BirdWatch Ireland“) als Naturschutzgebiet erworbene Puffin Island beherbergt bedeutende Seevogelpopulationen darunter Atlantiksturmtaucher (Puffinus puffinus), den namengebenden Papageitaucher und Sturmschwalben.